# So Good Together
So Good Together è il ventiquattresimo album in studio della cantante di musica country statunitense Reba McEntire, pubblicato il 23 novembre 1999.

## Tracce
Versione Nord America
1. We're So Good Together – 3:31 (Bob DiPiero, Annie Roboff, John Scott Sherrill)
2. 'Til I Said It to You – 3:21 (Tom Shapiro, Sharon Vaughn, Wally Wilson)
3. I'll Be – 4:23 (Diane Warren)
4. What Do You Say – 3:28 (Michael Dulaney, Neil Thrasher)
5. Roses – 4:39 (Melba Montgomery, Leslie Satcher)
6. I'm Not Your Girl – 3:39 (Shelly Peiken, Eric Silver)
7. She Wasn't Good Enough for Him – 3:23 (Dean Dillon, Leslie Satcher)
8. Nobody Dies from a Broken Heart – 3:58 (Sonny LeMaire, Randy Sharp)
9. Back Before the War – 4:09 (Dan Hill, Keith Stegall, Robin Wiley)
10. When You're Not Trying To – 3:38 (Tim Johnson, Rory Lee Feek)
11. Where You End and I Begin – 4:17 (Chuck Jones, Templeton Thompson)
12. We're All Alone (con Jose y Durval & David Campbell) – 4:11 (Boz Scaggs)

Versione internationale
1. We're So Good Together – 3:31 (Bob DiPiero, Annie Roboff, John Scott Sherrill)
2. 'Til I Said It to You – 3:21 (Tom Shapiro, Sharon Vaughn, Wally Wilson)
3. I Like It That Way – 3:15 (Robert Jason)
4. What Do You Say – 3:28 (Michael Dulaney, Neil Thrasher)
5. Roses – 4:39 (Melba Montgomery, Leslie Satcher)
6. I'm Not Your Girl – 3:39 (Shelly Peiken, Eric Silver)
7. She Wasn't Good Enough for Him – 3:23 (Dean Dillon, Leslie Satcher)
8. Nobody Dies from a Broken Heart – 3:58 (Sonny LeMaire, Randy Sharp)
9. Back Before the War – 4:09 (Dan Hill, Keith Stegall, Robin Wiley)
10. When You're Not Trying To – 3:38 (Tim Johnson, Rory Lee Feek)
11. Where You End and I Begin – 4:17 (Chuck Jones, Templeton Thompson)
12. We're All Alone (con Jose y Durval & David Campbell) – 4:11 (Boz Scaggs)
13. I'll Be – 4:23 (Diane Warren)
14. If I Fell – 2:59 (Paul McCartney, John Lennon)

## Classifiche

### Classifiche settimanali
| Classifica (1999) | Posizione massima |
| ----------------- | ----------------- |
| Stati Uniti       | 28                |

### Classifiche di fine anno
| Classifica (2000) | Posizione |
| ----------------- | --------- |
| Stati Uniti       | 129       |